# ماریا ترزا تیویبرگ
ماریا ترزا تیویبرگ (به انگلیسی: Maria Therese Tviberg؛ زادهٔ ۷ آوریل ۱۹۹۴) اسکی‌باز آلپاین اهل نروژ است. او نمایندهٔ کشور نروژ در رقابت‌های بین‌المللی اسکی آلپاین، از جمله بازی‌های المپیک زمستانی و مسابقات جهانی بوده‌است.
تیویبرگ در رشته‌های مختلف اسکی آلپاین، به‌ویژه اسلالوم و سوپر-جی شرکت کرده و به‌خاطر مهارت و عملکرد باثبات خود شناخته می‌شود. او عضو تیم ملی اسکی نروژ است و در رقابت‌های جام جهانی اسکی آلپاین که زیر نظر فدراسیون بین‌المللی اسکی (FIS) برگزار می‌شود، بارها حضور داشته‌است.
نخستین حضور او در جام جهانی به تاریخ ۲۴ ژانویهٔ ۲۰۱۵ بازمی‌گردد. ماریا ترزا تیویبرگ در طول دوران حرفه‌ای خود چندین بار موفق به کسب مقام‌های برتر در رقابت‌های جام جهانی شده و در برخی رقابت‌ها نیز سکوهای افتخار را تجربه کرده‌است. او به‌ویژه به‌عنوان عضوی از تیم ملی نروژ در رقابت‌های تیمی بازی‌های المپیک زمستانی ۲۰۲۲ در پکن موفق به کسب مدال برنز المپیک شد.
فعالیت حرفه‌ای تیویبرگ با یک آسیب جدی در فصل ۲۰۱۸–۲۰۱۷ روبه‌رو شد، اما پس از گذراندن دوران نقاهت، به میادین بازگشت و دوباره جایگاه خود را در سطح اول جهانی تثبیت کرد.
افتخارات مهم
- مدال برنز تیمی در بازی‌های المپیک زمستانی ۲۰۲۲ – پکن
- شرکت در بیش از ۶۰ مسابقه جام جهانی اسکی آلپاین
- حضور در چندین دوره از مسابقات قهرمانی جهان اسکی آلپاین

ماریا ترزا تیویبرگ از جمله چهره‌های برجسته نسل جدید اسکی‌بازان نروژی محسوب می‌شود و نقش مهمی در حفظ جایگاه برتر این کشور در رقابت‌های جهانی ایفا کرده‌است.

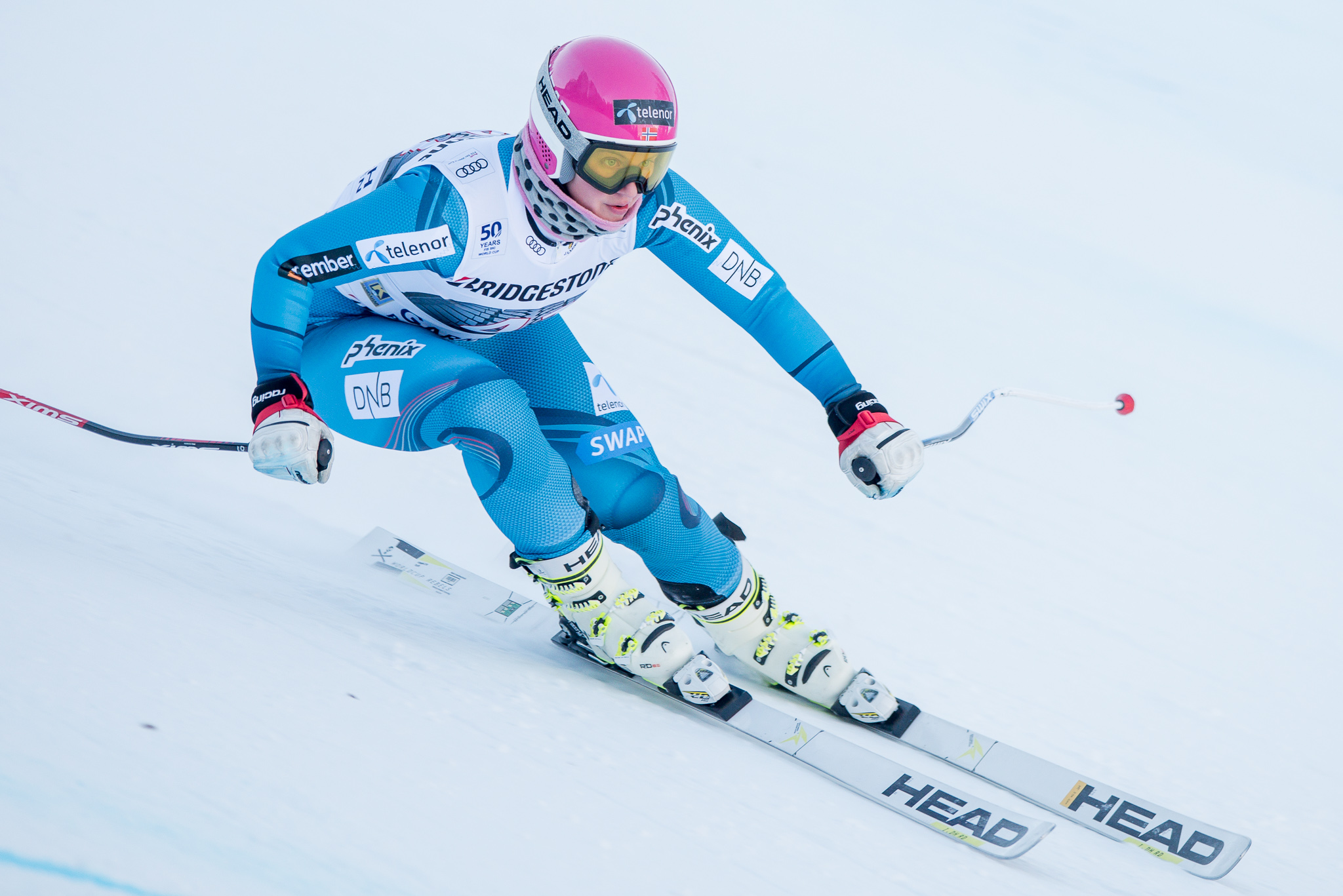
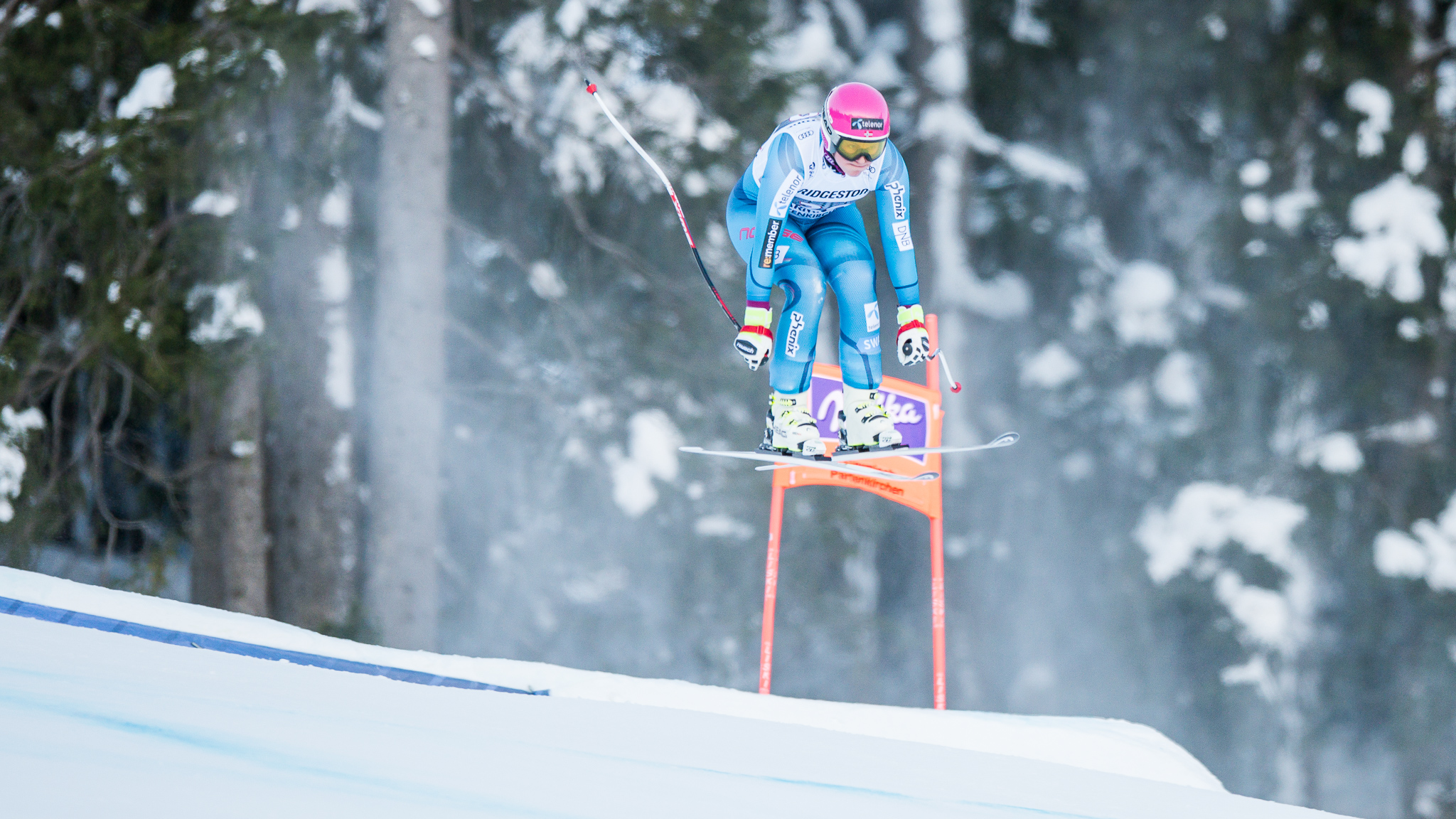